# مبيد الجراثيم

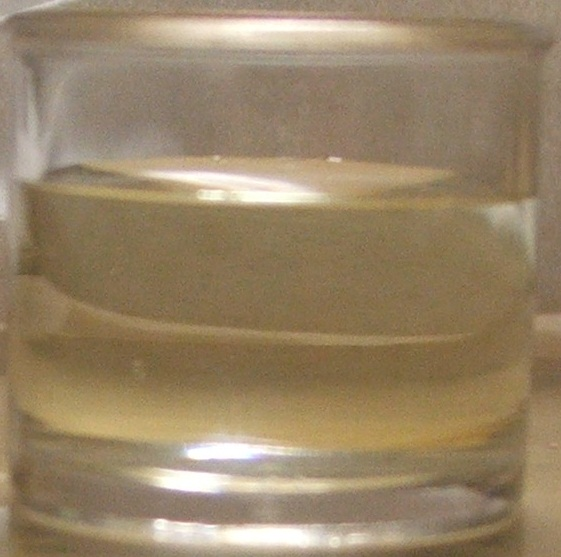

مبيد الجراثيم (بالإنجليزية: Bactericide)‏ هو مادة تقتل البكتيريا. مبيدات الجراثيم هي مطهرات ومانعات عفونة ومضادات حيوية.